# Mein Kampf
Mein Kampf (tiếng Đức: [maɪn ˈkampf]; n.đ. 'Đời tranh đấu của tôi') là tựa đề tiếng Đức của cuốn hồi ký do chủ tịch đảng Quốc Xã Đức Adolf Hitler sáng tác. Cuốn sách diễn tả quá trình Hitler trở nên một người theo chủ nghĩa chống Do Thái cũng như trình bày tư tưởng và cương lĩnh của ông về Đế chế Đức một khi ông lên nắm quyền. Quyển I và quyển II của cuốn sách được xuất bản lần lượt vào năm 1925 và 1926. Cuốn sách này ban đầu được biên tập bởi ông Emil Maurice, kế đến là phó Quốc trưởng Rudolf Hess.
Hitler bắt đầu viết sách Mein Kampf từ sau cuộc đảo chính bất thành tại thành phố Munich vào tháng 11 năm 1923 và chịu xử tội vào tháng 2 năm 1924 với tội danh phản nghịch. Ông phải chịu một án tù năm năm. Khoảng thời gian đầu lúc mới vào tù, ông đã tiếp rất nhiều người đến thăm nuôi, nhưng không lâu sau đó ông đã hiến toàn bộ công sức của mình vào việc viết cuốn Mein Kampf. Trong quá trình sáng tác, ông dần nhận ra rằng tác phẩm này phải được xuất bản thành hai quyển, với quyển đầu tiên được lên kế hoạch ra mắt vào đầu năm 1925. Giám thị trại giam Landsberg am Lech vào thời điểm ấy từng viết rằng: "anh ta [Hitler] hy vọng rằng cuốn sách của mình sẽ được xuất bản nhiều lần, nhờ đó mà anh ta có thể trả các khoản nợ và trang trải các chi phí phát sinh tại thời điểm xét xử". Doanh số của Mein Kampf ban đầu là khá thấp, tuy vậy cuốn sách này đã trở thành tác phẩm bán chạy nhất ở Đức sau khi Hitler được  làm bổ nhiệm làm thủ tướng vào năm 1933.

## Nhan đề
Hitler vốn muốn đặt tên cho tác phẩm sắp xuất bản của mình là "(Cuộc đấu tranh kéo dài) Bốn năm rưỡi chống lại sự Dối trá, Ngu si và Hèn nhát" (tiếng Đức: Viereinhalb Jahre (des Kampfes) gegen Lüge, Dummheit und Feigheit). Max Amann, người đứng đầu NXB Franz Eher Verlag và cũng là nơi xuất bản của cuốn sách, được cho là đã đề xuất cái tên ngắn gọn hơn, để rồi trở thành cái tên chính thức – Mein Kampf ("Đời tranh đấu của tôi").

## Nội dung
- Quyển I: Toan tính
  - Chương 1: Trong nhà bố mẹ tôi
  - Chương 2: Các năm trời học tập và chịu đựng tại thành phố Viên
  - Chương 3: Một số suy xét chung về chính trị dựa trên thời kỳ sống ở Viên
  - Chương 4: Thành phố Munich
  - Chương 5: Cuộc chiến tranh thế giới
  - Chương 6: Tuyên truyền thời chiến
  - Chương 7: Cuộc cách mạng
  - Chương 8: Buổi đầu trong sự nghiệp chính trị của tôi
  - Chương 9: "Đảng Công nhân Đức"
  - Chương 10: Nguyên nhân đảng ấy tan rã
  - Chương 11: Dân tộc và Chủng tộc
  - Chương 12: Giai đoạn phát triển đầu tiên của đảng Công nhân Đức Quốc gia Xã hội chủ nghĩa
- Quyển II: Phong trào Quốc gia Xã hội chủ nghĩa
  - Chương 1: Triết lý và Chính đảng
  - Chương 2: Sứ mệnh của nhà nước
  - Chương 3: Người có quốc tịch và Công dân
  - Chương 4: Cá tính và Tư tưởng nhà nước nhân dân
  - Chương 5: Thế giới quan và Tổ chức
  - Chương 6: Cuộc đấu tranh vào thời kỳ đầu – Giá trị của lời diễn thuyết
  - Chương 7: Cuộc đấu tranh với Mặt trận Cộng sản
  - Chương 8: Kẻ mạnh chỉ mạnh khi có nhiều quyền lực nhất
  - Chương 9: Những ý tưởng cơ bản về ý nghĩa và cơ cấu tổ chức của Sư đoàn Bão táp
  - Chương 10: Chủ nghĩa Liên bang chỉ là một sự giả tạo
  - Chương 11: Công tác tuyên truyền và Công tác tổ chức
  - Chương 12: Vấn đề Công đoàn
  - Chương 13: Chính sách liên minh của Đức sau cuộc chiến tranh thế giới
  - Chương 14: Định hướng phương Đông hay Chính sách phương Đông
  - Chương 15: Quyền được Phòng thủ Khẩn cấp
- Kết luận
- Bảng tra từ khóa

## Phân tích
Luận điểm chính của Adolf Hitler trong Mein Kampf là "mối nguy từ dân Do Thái", theo đó ông cho rằng âm mưu giành quyền lãnh đạo thế giới của dân Do Thái là đúng. Câu chuyện trong tác phẩm cho thấy quá trình biến đổi trong tư tưởng của Hitler – ngày càng nặng về chủ nghĩa chống Do Thái và chủ nghĩa quân phiệt hơn, nhất là trong những ngày ông còn sinh sống tại thành phố Viên. Ông viết rằng mình chưa từng gặp một người dân Do Thái nào trước khi đặt chân đến Viên, và ban đầu ông có thái độ phóng khoáng và khoan dung về họ. Hitler cũng viết rằng ngay khi ông bắt gặp một tòa soạn theo chủ nghĩa chống Do Thái, ông đã mặc kệ nó và cho rằng tòa soạn ấy là không đáng để xem xét nghiêm túc. Về sau ông chấp nhận các quan điểm chống Do Thái. Điều này góp phần quan trọng đối với chương trình tái thiết nước Đức của Hitler.
Mein Kampf cũng được nghiên cứu với tư cách là một tác phẩm về triết học chính trị. Ví dụ, Hitler tuyên bố ông căm ghét điều mà ông cho là hai tệ nạn của thế giới: chủ nghĩa cộng sản và đạo Do Thái.
Trong tác phẩm này, Hitler đổ lỗi cho những tai ương lớn nhất của Đức là do Quốc hội nước Cộng hòa Weimar, người Do Thái và Đảng Dân chủ Xã hội, cũng như những người theo chủ nghĩa Marx, mặc dù ông ta tin rằng những người theo chủ nghĩa Marx, Đảng Dân chủ Xã hội và Quốc hội Đức đều đang làm việc vì lợi ích của dân Do Thái. Ông cũng tuyên bố rằng ông muốn dỡ bỏ thể chế đại nghị vì ông cho rằng bản chất của thể chế này là tham nhũng, và rằng những kẻ muốn đạt được quyền lực đều là những người theo chủ nghĩa cơ hội.

### Chủ nghĩa chống Do Thái
Mặc dù các nhà sử học vẫn còn nhiều tranh cãi xoay quanh thời điểm chính xác mà Adolf Hitler quyết định thực hiện kế hoạch diệt chủng dân Do Thái thì một số nhà sử học đã chọn mốc thời gian là vào giữa thập niên 1930. Qua tác phẩm Mein Kampf, xuất bản lần đầu vào năm 1925, Hitler bộc bạch những nỗi bất bình cá nhân và những tham vọng của ông trong việc thiết lập một Trật tự Mới. Ông còn viết rằng tác phẩm Biên bản các cuộc họp của các trưởng lão Xi-on uyên bác (tiếng Nga: Протоколы собраний ученых сионских мудрецов), được cho là có mục đích vạch trần âm mưu kiểm soát thế giới của dân Do Thái, là một tài liệu phù hợp với thực tế. Về sau tác phẩm trên trở thành một phần trong chiến dịch tuyên truyền của Đức Quốc Xã nhằm biện minh cho hành vi đàn áp và tiêu diệt dân Do Thái của nhà nước.

Nhà sử học Sir Ian Kershaw quan sát được rằng có một số đoạn văn trong tác phẩm Mein Kampf nói lên động cơ diệt chủng của Hitler một cách trắng trợn. Ông từng viết rằng:
"Công cuộc đồng hóa toàn thể nhân dân Đức chỉ thành công khi, bên cạnh sự đấu tranh cách tích cực của nhân dân ta về mặt tâm hồn, thì những kẻ đầu độc khắp thế giới nằm dưới mác công dân nước ta đều phải bị tiêu diệt."
Bên cạnh đó ông còn đề xuất rằng:
"Giá như có mười hai hay mười lăm ngàn người Híp-ri, những kẻ đã làm tha hóa đất nước ta, phải hít khí độc vào buổi đầu hay trong cuộc chiến—điều mà hàng trăm ngàn công nhân Đức xuất sắc thuộc mọi tầng lớp hay nghề nghiệp phải hứng chịu ngoài chiến địa, thì sự hy sinh cao cả của hàng triệu quần chúng trên các mặt trận đã không đến nỗi phải đổ sông đổ biển."
Các quy luật về chủng tộc mà Hitler nhắc đến có mối tương quan mật thiết với các ý tưởng của ông trong tác phẩm Mein Kampf. Trong tái bản lần thứ nhất, Hitler cho rằng việc bức tử những người yếu thế và bệnh tật là nhân đạo hơn nhiều lần so với việc bảo bọc họ. Bên cạnh đó, ông còn tin rằng mục đích của việc tiêu diệt người "yếu ớt" là để mang lại không gian và sự thuần khiết tương xứng cho kẻ "mạnh".

## Doanh số
Ban đầu tác phẩm Mein Kampf được viết để phục vụ cho những người theo chủ nghĩa quốc xã, nhưng từ sau khi Adolf Hitler trở nên Lãnh tụ và Thủ tướng Đức thì lượng người quan tâm đến tác phẩm này ngày càng tăng lên. Hitler thu về doanh thu 1,2 triệu ℛℳ  từ việc bán sách Mein Kampf vào năm 1933 (tương đương 5.562.590 euro vào năm 2021), và để so sánh thì lương của một giáo viên thời đó là khoảng 4.800 ℛℳ một năm (tương đương 22.250 euro vào năm 2021). Trước khi nhậm chức Thủ tướng Đức vào năm 1933, tổng số tiền thuế tích lũy từ doanh thu bán sách của Hitler là 405.500 ℛ︁ℳ︁ tương ứng với doanh số là 240.000 bản. Khoản thuế này được miễn khi ông lãnh nhận chức vụ.